# Digitaal Vrouwenlexicon van Nederland
Het Digitaal Vrouwenlexicon van Nederland (afgekort DVN) is een online Nederlands naslagwerk met biografieën van opmerkelijke Nederlandse vrouwen. Het project is gestart op 1 september 2003 en vormt - wat vrouwen betreft - een aanvulling op het project Biografisch Woordenboek van Nederland, waarbij goeddeels hetzelfde recept wordt gevolgd. Het zijn twee projecten van het Huygens Instituut voor Nederlandse Geschiedenis.
In het DVN worden enkel vrouwen opgenomen die overleden zijn. Inhoudelijk worden twee opnamecriteria gehanteerd: prestatie en reputatie van de vrouw in kwestie.
Het DVN is ontwikkeld onder leiding van historica Els Kloek. In 2013 kwam uit het project ook een boekpublicatie voort: 1001 vrouwen uit de Nederlandse geschiedenis. Na de uitgave van dit boek werd besloten om het Digitaal Vrouwenlexicon van Nederland uit te breiden met een project dat vrouwen uit het recente verleden, 'de lange 20ste eeuw' benadrukt. In 2023 is het project afgesloten, het naslagwerk blijft online beschikbaar.